# Hans Reimer Claussen

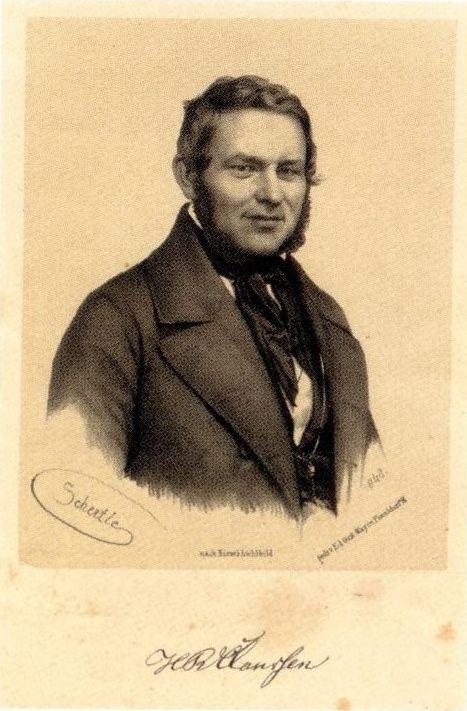
Hans Reimer Claussen

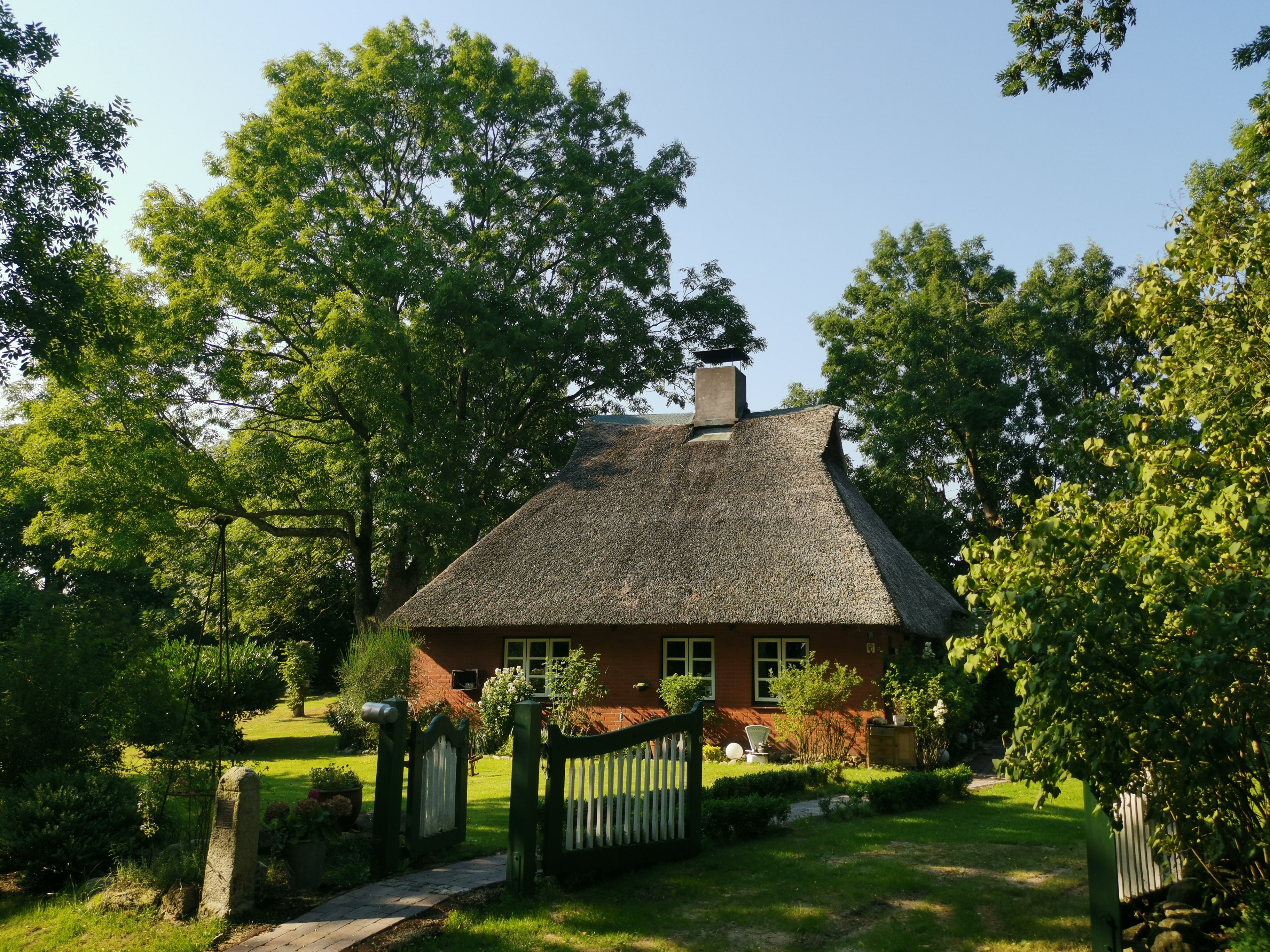
Geburtshaus von Claussen

Hans Reimer Claussen (* 23. Februar 1804 in Fedderingen; † 14. März 1894 in Davenport, Iowa) war ein deutscher Politiker in Holstein und später in den Vereinigten Staaten.

## Herkunft und Ausbildung
Claussen besuchte zunächst bis 1819 die Dorfschule Fedderingen. Von 1819 bis 1820 war er bei der Kirchspielschreiberei in Hennstedt in Anstellung. Von 1820 bis 1823 besuchte er danach die Meldorfer Gelehrtenschule und studierte anschließend von 1824 bis 1829 Rechtswissenschaften an der Universität Kiel.
Nach erfolgreichem Abschluss seines Studiums und dem Referendariat arbeitete er zunächst bis 1834 als Advokat in Heide und 1834 bis 1851 als Rechtsanwalt in Kiel.

## Engagement in der Schleswig-Holsteinischen Politik
Früh engagierte sich Claussen in der schleswig-holsteinischen Bewegung, die sich für einen Zusammenschluss der beiden Herzogtümer Schleswig und Holstein unter deutschen Vorzeichen bzw. innerhalb des Deutschen Bundes aussprach. Die Bewegung stand den dänischen Nationalliberalen entgegen, die Schleswig verfassungsrechtlich in das Königreich Dänemark integrieren wollten. Schleswig selbst gehörte -anders als Holstein- nicht zum Dt. Bund, sondern war ein Lehen Dänemarks und wurde vom dänischen König in seiner Eigenschaft als schleswigscher Herzog regiert. Sprachlich und kulturell war es sowohl deutsch, dänisch als auch friesisch geprägt. Von 1841 bis 1846 war Claussen Mitglied der Holsteinischen Ständeversammlung für Neustadt/Heiligenhafen und 1847 Mitglied der Holsteinischen Ständeversammlung für Schönberg.
1848 bis 1849 war er als Abgeordneter zudem Mitglied der Frankfurter Nationalversammlung (Paulskirche) für Dithmarschen/Wilstermarsch und 1849 Abgeordneter für Schleswig-Holstein im Rumpfparlament in Stuttgart. 1849 bis 1850 war Claussen ferner Mitglied der konstituierenden Landesversammlung der gemeinsamen Herzogtümer Schleswig und Holstein in Kiel und 1849 Abgeordneter der Schleswig-Holsteinischen Landesversammlung für Marne.
1851, nach der gescheiterten Erhebung der deutsch gesinnten Schleswig-Holsteiner im Schleswig-Holsteinischen Krieg gegen den dänischen König Friedrich VII., kam er einer Verhaftung durch den dänischen Staat zuvor, indem er im Sommer nach Davenport in Iowa auswanderte. Von einer Amnestie wurde er im Jahr 1852 ausdrücklich seitens der dänischen Regierung ausgenommen. Seine Abreise aus Europa erfolgte via Hamburg nach New Orleans.

## Engagement in der US-Politik
In den USA betrieb Claussen zunächst von 1852 bis 1871 eine Anwaltskanzlei in Davenport (mit Unterbrechung 1855–1858). Von 1855 bis 1858 leitete er den Bau und Betrieb einer Dampf-Grützmühle in Lyons, Clinton County, Iowa. Von 1858 bis 1862 war er ferner als Friedensrichter im Scott County tätig, bis 1870 seine Wahl zum Mitglied des Senats von Iowa für den Senatsdistrikt 22 (Scott County) für die 13. und 14. General Assembly erfolgte. Senator blieb Claussen bis 1874.
1870 stellte Claussen im Senat u. a. fest, dass ein Ergänzungsgesetz zur Verfassung des Staates Iowa zum Thema Prohibition (Verbot des Verkaufes von Wein, Bier und Cider bei individueller Gesetzesanwendung durch jedes County) im Repräsentantenhaus von Iowa und im Staatssenat in zwei unterschiedlichen Fassungen verabschiedet wurde und damit unrechtmäßig sei. Als Folge wurde das Ergänzungsgesetz 1871 durch den Iowa Supreme Court für verfassungswidrig erklärt.
Vor seinem Tod im Jahr 1894 besuchte Claussen 1871 und 1874 nochmals seine frühere Heimat Schleswig-Holstein, nachdem die beiden Herzogtümer infolge des Deutsch-Dänischen Krieges 1864 zu Preußen gekommen und 1871 Bestandteil des Deutschen Reiches geworden waren, um seinen Traum eines vereinten deutschen Schleswig-Holsteins zu erleben.